# 장루이 트랭티냥
장루이 트랭티냥(프랑스어: Jean-Louis Trintignant, 1930년 12월 11일~2022년 6월 17일)은 프랑스의 배우이다.

## 출연 작품
- 1966 : 남과 여 (Un homme et une femme)
- 1966 : 파리는 불타고 있는가? (Paris brûle-t-il ?)
- 1968 : 위대한 침묵 (Il grande silenzio)
- 1968 : 암사슴 (Les Biches)
- 1969 : 제트 (Z)
- 1970 : 순응자 (Il conformista)
- 1994 : 세 가지 색: 레드 (Trois couleurs: Rouge) - 노 판사 역
- 1994 : 그들이 어떻게 추락하는지 보라 (Regarde les hommes tomber)
- 1995 : 잃어버린 아이들의 도시 (La Cité des enfants perdus)
- 1996 : 위선적 영웅 (Un Heros Tres Discret)
- 1996 : 파란 피 (Tykho Moon)
- 2003 : 자니스와 존 (Janis et John)
- 2004 : 임모르텔 (Immortel)
- 2012 : 아무르 (Amour) - 조르주 역
- 2013 : 감독 미카엘 하네케 (Michael Haneke – Porträt eines Film-Handwerkers)
- 2017 : 해피 엔드 (Happy End)